# Scott Russell (friidrottare)
Scott Russell, född 16 januari 1979, är en friidrottare från Kanada. Han deltog vid olympiska sommarspelen 2008.